# Arnold W. Braswell

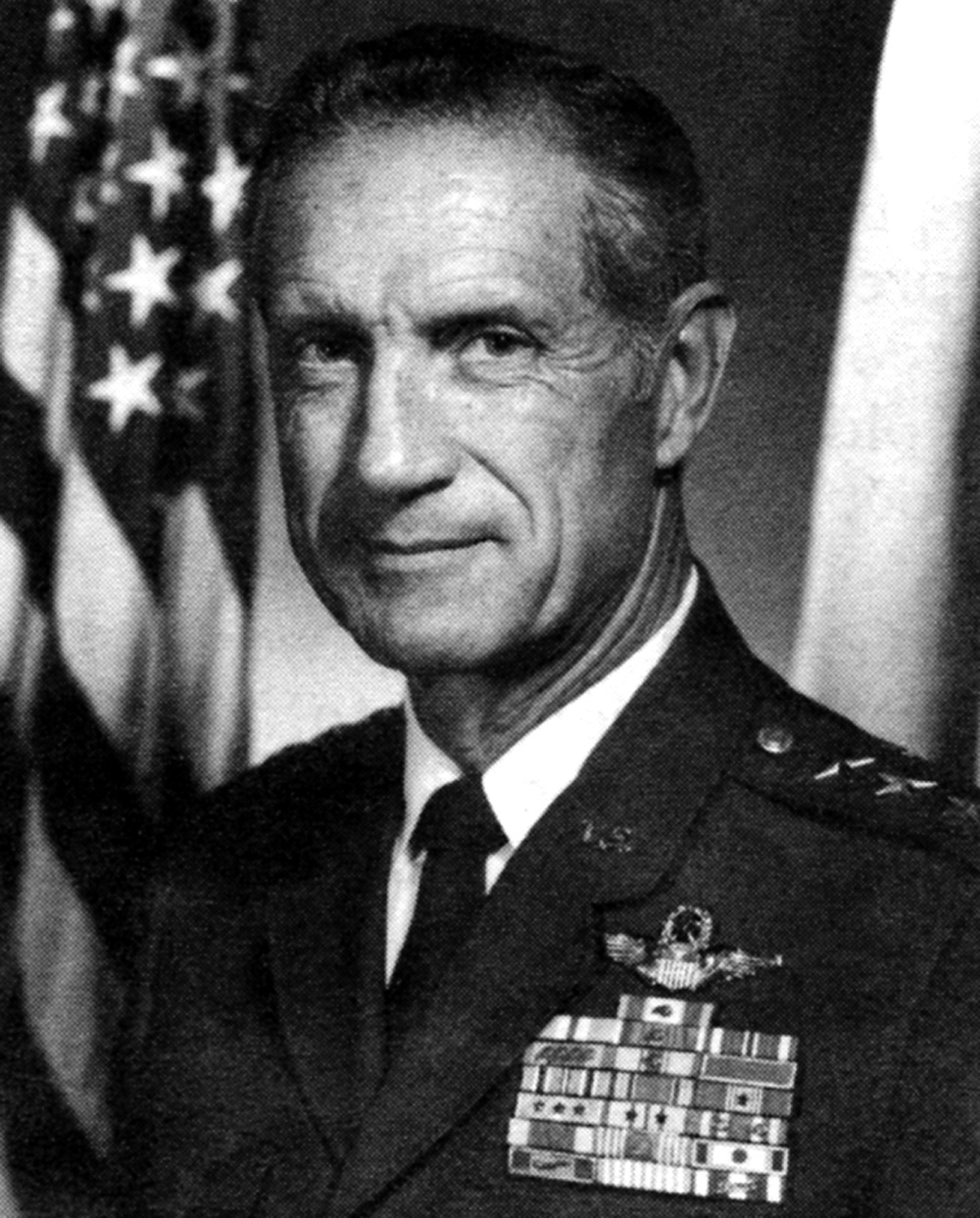
Arnold W. Braswell

Arnold Webb Braswell (* 3. Oktober 1925 in Minden, Webster Parish, Louisiana; † 15. März 2022 in Potomac Falls, Loudoun County, Virginia) war ein Generalleutnant der United States Air Force. Er war unter anderem Kommandeur der Pacific Air Forces.
Er besuchte die öffentlichen Schulen seiner Heimat und danach die Louisiana State University. In den Jahren 1944 bis 1948 durchlief er die United States Military Academy in West Point. Nach seiner Graduation wurde er Leutnant in der im Vorjahr gegründeten United States Air Force. In der Luftwaffe durchlief er anschließend alle Offiziersränge vom Leutnant bis zum Drei-Sterne-General.
Im Lauf seiner militärischen Karriere absolvierte Braswell verschiedene Kurse und Schulungen. Dazu gehörten unter anderem eine Ausbildung zum Kampfpiloten und verschiedene Weiterbildungskurse für unterschiedliche Flugzeugtypen, das Air Command and Staff College auf der Maxwell Air Force Base in Alabama sowie das National War College in Fort Lesley J. McNair in Washington, D.C. Außerdem erhielt er einen akademischen Grad von der George Washington University.
Nach seiner Flugausbildung war Arnold Braswell als Pilot an verschiedenen Standorten in den Vereinigten Staaten stationiert. In den Jahren 1951 und 1952 war er als Kampfpilot im Koreakrieg eingesetzt. Dabei flog er mit verschiedenen Einheiten 155 Einsätze. Zwischen 1952 und 1955 war er als Pilot und Stabsoffizier einer Schwadron auf der Luke Air Force Base in Arizona stationiert. Die nächsten drei Jahre war er auf der Lowry Air Force Base in Colorado Kommandeur einer Kadettenschwadron der United States Air Force Academy.
Zwischen 1958 und 1961 war er in Europa als Luftwaffenoffizier und Ausbilder eingesetzt. Er war unter anderem auf dem Militärflugplatz Étain-Rouvres in Frankreich und später auf der Spangdahlem Air Base in Deutschland stationiert. Zwischenzeitlich war er auch in der Türkei und in Dänemark in der Flugausbildung tätig.
Nach seiner Rückkehr in die Vereinigten Staaten absolvierte er zunächst das Air Command and Staff College. Danach wurde er Stabsoffizier im Hauptquartier der Air Force in Washington, D.C. Es folgte sein Studium am National War College. Zwischen Juli 1967 und Juli 1968 war Arnold Braswell als Stabsoffizier der 7. Luftflotte im Vietnamkrieg eingesetzt. In dieser Funktion hätte er keine Kampfeinsätze fliegen müssen. Trotzdem unternahm er freiwillig 40 solcher Einsätze.
Nach seiner Heimkehr wurde Braswell Stabsoffizier beim 4. Taktischen Geschwader (4th Tactical Fighter Wing) auf der Seymour Johnson Air Force Base in North Carolina und danach in der Abteilung für Planungen und Operationen im Hauptquartier der Luftwaffe. Im Jahr 1970 erreichte er mit seiner Beförderung zum Brigadegeneral die Generalsränge. Drei Jahre später erhielt er seine Beförderung zum Generalmajor. Gleichzeitig wurde er nach Ankara versetzt, wo er das Kommando über die in der Türkei stationierten amerikanischen Luftstreitkräfte übernahm. Zwischen September 1974 und Juni 1977 war er im NATO-Hauptquartier in Brüssel Stabsoffizier in dessen Abteilung für Operationen. Anschließend wurde er zum Generalleutnant befördert und zum Stab der Joint Chiefs of Staff in Washington, D.C. versetzt, wo er dessen J5-Abteilung für Planungen angehörte. Im Juni 1978 übernahm er auf der Shaw Air Force Base in South Carolina das Kommando über die 9. Luftflotte (9th Air Force). Gleichzeitig kommandierte er die Luftwaffeneinheiten der Rapid Deployment Joint Task Force. Dabei handelte es sich um eine amerikanische Eingriffsgruppe aller Teilstreitkräfte, die im Bedarfsfall schnell in Krisengebiete verlegt werden konnte.
Am 8. Juni 1981 übernahm Arnold Braswell als Nachfolger von James D. Hughes das Kommando über die in der Hickham Air Force Base auf Hawaii stationierten Pacific Air Forces. Dieses Kommando behielt er bis zum 8. Oktober 1983 als Jerome F. O’Malley seine Nachfolge antrat. Gleichzeitig schied er aus dem aktiven Militärdienst aus.
Nach seiner Pensionierung war Braswell zehn Jahre lang Präsident des Air-Conditioning and Refrigeration Institutes (ARI) in Arlington in Virginia. Dabei handelt es sich um eine bundesweite Organisation verschiedener Firmen die Air Condition und Gefriersysteme herstellen und entwickeln. Dabei war er an der Entwicklung von Standards in diesem Bereich beteiligt, die dann von beiden Kammern des Kongresses abgesegnet und von Präsident Ronald Reagan in Kraft gesetzt wurden. Außerdem förderte er die wissenschaftliche Erforschung zur Entwicklung solcher Systeme unter Berücksichtigung ihrer Umweltfreundlichkeit insbesondere im Blick auf die Auswirkungen auf das Ozonloch.
Im Jahr 1994 gab er diese Funktion beim ARI auf. Ab 2009 lebte er mit seiner Frau in einem Pflegeheim (Retirement Community). Arnold Braswell starb am 15. März 2022 in Potomac Falls, einem Stadtteil von Sterling in Virginia. Er fand seine letzte Ruhestätte auf dem amerikanischen Nationalfriedhof Arlington.

## Orden und Auszeichnungen
Arnold Braswell erhielt im Lauf seiner militärischen Laufbahn unter anderem folgende Auszeichnungen:
- Air Force Distinguished Service Medal
- Defense Superior Service Medal
- Legion of Merit
- Distinguished Flying Cross
- Air Medal